# Чивітелла-Альфедена
Чивітелла-Альфедена (італ. Civitella Alfedena) — муніципалітет в Італії, у регіоні Абруццо,  провінція Л'Аквіла.
Чивітелла-Альфедена розташована на відстані близько 125 км на схід від Рима, 85 км на південний схід від Л'Акуїли.
Населення — 292 особи (2014).

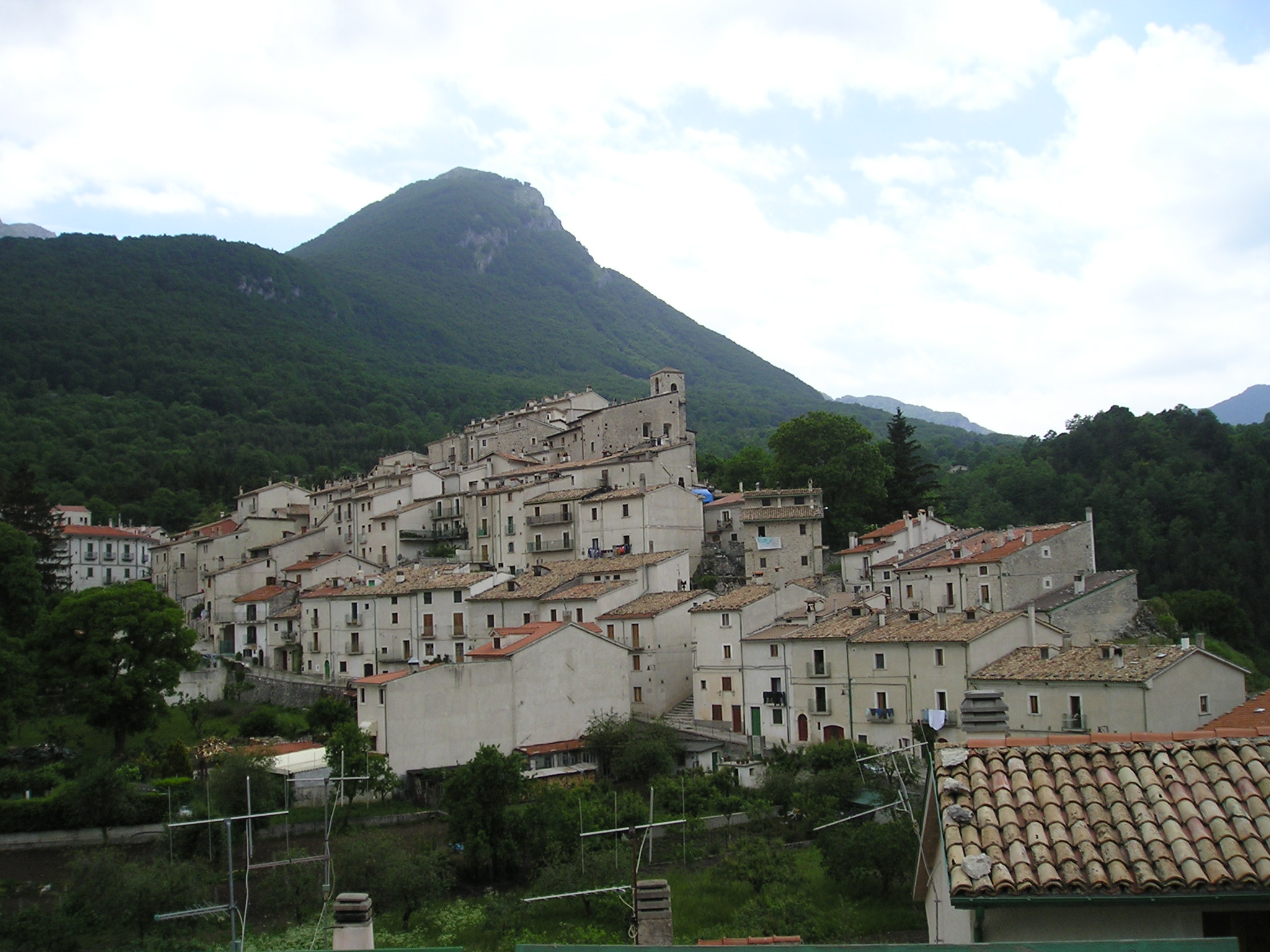

Щорічний фестиваль відбувається другої неділі липня. Покровитель — Santa Lucia.

## Демографія
Населення за роками:

Станом на 1 січня 2023 року в муніципалітеті офіційно проживав 21 іноземець з 11 країн, серед них 5 громадян країн Євросоюзу.

## Сусідні муніципалітети
- Барреа
- Опі
- Сканно
- Сеттефраті
- Віллетта-Барреа